# Cross-rhythm
Cross-rhythm, gelegentlich Kreuzrhythmus oder kreuzrhythmisch, ist eine besondere Form der Polyrhythmik und Polymetrik.
Alternative Bezeichnungen sind aus der klassischen Rhythmuslehre ein anhaltender länger dauernder Konfliktrhythmus. Die Hemiole ist eine besondere Form davon, eine Folge verschiedener Metren. Kurzandauernde Polyrhythmik muss das zugrundeliegende Metrum nicht beeinflussen, während länger und spezifisch konstruierte, wie cross-rhythm, das Metrum angreift. In diesen Fällen sind Polyrhythmik und Polymetrik nicht genau zu unterscheiden.
Nach Gerhard Kubik besteht in der Polyrhythmik die kreuzrhythmische Technik darin, dass bei verschiedenen, gleichzeitig erklingenden Formen eines einzelnen Metrums der Hauptakzent (Schwerpunkt) des einen vor oder nach dem des anderen zu liegen kommt, so dass der Eindruck einer Überkreuzung von Rhythmen hervorgerufen wird. Er übersetzt cross rhythm mit Kreuzrhythmik.

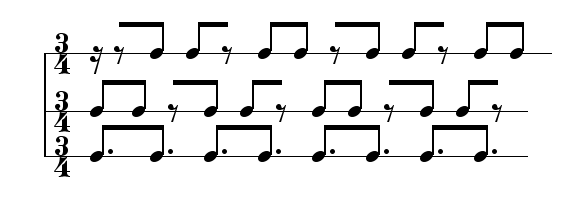
Bekanntes Beispiel

Der Begriff sei bereits 1934 von Arthur Morris Jones geprägt worden. Er kommt in verschiedenen Bedeutungen vor.
1. Ein identisches rhythmisches Pattern wird gespielt und gegen sich selbst so verschoben (zum Beispiel eine Achtel später gespielt), dass ihre Akzente nicht mehr zusammenfallen, sondern sich abwechseln und sich im Notenbild "kreuzen". Das ist die strenge Bedeutung.
2. Rhythmische Pattern in verschiedenen Metren stehen bei ihren Wiederholungen in anderer Position zueinander, so dass einmal Akzente zusammenfallen, sie im weiteren Verlauf jedoch gegeneinander versetzt sind. Hier wird oft adjektivisch von "kreuzrhythmisch" gesprochen.
3. Nacheinander erscheinende verschiedene Metren erzeugen additiv (zusammengesetzt) rhythmische Pattern, die sich von gleichzeitigen Pattern unterscheiden, so dass sie entweder die Akzente an anderen Stellen haben, oder die Pattern im Verlauf ihre Akzente gegeneinander verschieben[2].  Auch hier wird oft adjektivisch von "kreuzrhythmisch" gesprochen. So können die Akzente eines Patterns mit 3+3+2 Sechzehnteln von dem in acht (z. B. 4+4) Sechzehnteln abweichen (so schon bei Béla Bartóks "bulgarischen" Rhythmen aus der Balkan-Folklore). Bei einem Nacheinander von 3er und 2er Takten wird von Hemiole gesprochen. Zwei gegeneinander gespielte Hemiolen können Überkreuzungen erzeugen.

Ein Beispiel für ein in 3+3+2 Metren aufgebautes Pattern, das in verschiedenen Stellungen vorkommt und gegen einen 2/4 Takt (genauer 4/8) steht, ist der Maple Leaf Rag. Für 3+2+3 ist The Easy Winners ein Beispiel.
Im Beispiel:
1. Die ersten beiden Zeilen sind um eine Sechzehntel verschoben, genauer um eine Sechzehntel und vier Achtel, ansonsten aber identisch. Deshalb greifen die Schläge immer ineinander.
2. Die erste und die dritte und die zweite und die dritte Zeile stehen in einem Verhältnis von 3:2 zueinander, deswegen greifen sie immer mal wieder ineinander, da sie sich gegeneinander verschieben.
3. Die dritte Zeile steht mit jeweils einem anderen (erste oder zweite Zeile) Rhythmus in einem anderen Metrum im Wechselspiel, also mit zwei (erste und zweite Zeile) anderen Rhythmen im Wechselspiel. In der Zusammenfassung der oberen zwei Stimmen scheinen Sechzehntelabstände zu erscheinen, die sie alleine nicht haben; es werden in keinem System Sechzehntel gespielt, sondern sie resultieren aus der Zusammenfassung, und sie stehen mit der dritten Zeile in dem neuen metrischen Wechselspiel 6:2. (Mit etwas Zwang könnte man die oberen Pattern als 2+1 Pattern interpretieren, das untere als 2+2 Pattern. Die Sechzehntel entstehen also sowohl divisiv durch die Verschiebung, als auch durch den additiven Gegensatz der Pattern).